# The Ocean Race
La vuelta al mundo a vela, actualmente denominada The Ocean Race es una regata de vela alrededor del mundo. Se disputó por primera vez en 1973 con el nombre de Whitbread Round the World Race, organizada por la Royal Naval Sailing Association (Comisión Naval de Regatas de la Marina Real británica) con el patrocinio de Whitbread. Desde la edición 2001-02 hasta 2019 utilizó la denominación de Volvo Ocean Race debido al cambio de patrocinador, que pasó a ser la empresa Volvo. 
La primera edición partió de Portsmouth (Inglaterra) el día 8 de septiembre de 1973, con 17 barcos, y terminó en el mismo puerto 152 días más tarde.
La regata se realizaba originalmente en cuatro etapas. En 1989 pasaron a ser seis etapas, y a partir de 1997 son nueve o diez etapas. La vuelta alrededor del mundo se realiza hacia el este. Partiendo de Europa, se cruza el Océano Atlántico hacia el sur, el Cabo de Buena Esperanza hacia el Océano Índico, el Cabo Leeuwin o el archipiélago malayo hacia el Océano Pacífico, el Cabo de Hornos hacia el Atlántico, y de vuelta hacia el norte a Europa. El recorrido total es de aproximadamente de 80 000 millas náuticas (129 640 km)
La propiedad de la regata estuvo compartida por Volvo Car Group y Volvo Group, y es de Atlant Sports Group en la actualidad, organizada con un consejo, presidido por Henry Sténson y un director general Richard Brisius  elegido durante la  edición 2017-18 tras la dimisión de su antecesor Mark Turner  cargo que tuvo solo por 16 meses, los motivos de su dimisión están relacionados con la negativa del consejo a sus planes de futuro propuestos. Mark Turner sucedió en el cargo al regatista noruego Knut Frostad que renunció en 2015 tras haber ostentado el cargo desde la edición de 2008-09.
Cada uno de los barcos tiene un equipo de tripulantes profesionales que compiten día y noche. Se requiere que los miembros de la tripulación sean más que marineros, algunos de ellos recibirán capacitación en respuesta médica, fabricación de velas, reparación de motores diésel, electrónica, nutrición, matemáticas e hidráulica. También hay un miembro de la tripulación dedicado exclusivamente al reportaje y que no puede contribuir en la navegación. En la edición 2017-18, el número de tripulantes puede variar entre 7 y 11 dependiendo de la proporción de género.
No se toman alimentos frescos a bordo, por lo que la tripulación vive de comida liofilizada; experimentan variaciones de temperatura desde -5 °C a +40 °C, solo llevan una muda de ropa, para reducir el peso del barco.

## Historial
| Edición                          | Clase                            | Etapas                           | In-port                          | Barcos                           | Salida                           | Llegada                          | Barco ganador                    | Patrón ganador                   |
| ↓Whitbread Round the World Race↓ | ↓Whitbread Round the World Race↓ | ↓Whitbread Round the World Race↓ | ↓Whitbread Round the World Race↓ | ↓Whitbread Round the World Race↓ | ↓Whitbread Round the World Race↓ | ↓Whitbread Round the World Race↓ | ↓Whitbread Round the World Race↓ | ↓Whitbread Round the World Race↓ |
| -------------------------------- | -------------------------------- | -------------------------------- | -------------------------------- | -------------------------------- | -------------------------------- | -------------------------------- | -------------------------------- | -------------------------------- |
| 1973-74                          | 32-80 pies                       | 4                                | 0                                | 17                               | Portsmouth, R. Unido             | Portsmouth, R. Unido             | Sayula II                        | Ramón Carlín                     |
| 1977-78                          | 51-77 pies                       | 4                                | 0                                | 15                               | Southampton, R. Unido            | Southampton, R. Unido            | Flyer                            | Conny van Rietschoten            |
| 1981-82                          | 43-80 pies                       | 4                                | 0                                | 29                               | Southampton, R. Unido            | Portsmouth, R. Unido             | Flyer II                         | Conny van Rietschoten            |
| 1985-86                          | 49-83 pies                       | 4                                | 0                                | 15                               | Southampton, R. Unido            | Portsmouth, R. Unido             | L'Esprit d'Equipe                | Lionel Péan                      |
| 1989-90                          | 51-84 pies                       | 6                                | 0                                | 23                               | Southampton, R. Unido            | Southampton, R. Unido            | Steinlager 2                     | Peter Blake                      |
| 1993-94                          | Maxis 85 pies W60                | 6                                | 0                                | 14                               | Southampton, R. Unido            | Southampton, R. Unido            | NZ Endeavour                     | Grant Dalton                     |
| 1997-98                          | W60                              | 9                                | 0                                | 10                               | Southampton, R. Unido            | Southampton, R. Unido            | EF Language                      | Paul Cayard                      |
| ↓Volvo Ocean Race↓               |                                  |                                  |                                  |                                  |                                  |                                  |                                  |                                  |
| 2001-02                          | VO60                             | 10                               | 0                                | 8                                | Southampton, R. Unido            | Kiel, Alemania                   | Illbruck Challenge               | John Kostecki                    |
| 2005-06                          | VO70                             | 9                                | 7                                | 7                                | Vigo, España                     | Gotemburgo, Suecia               | ABN Amro I                       | Mike Sanderson                   |
| 2008-09                          | VO70                             | 10                               | 7                                | 8                                | Alicante, España                 | San Petersburgo, Rusia           | Ericsson 4                       | Torben Grael                     |
| 2011-12                          | VO70                             | 9                                | 10                               | 6                                | Alicante, España                 | Galway, Irlanda                  | Groupama 4                       | Franck Cammas                    |
| 2014-15                          | VO65                             | 9                                | 10                               | 7                                | Alicante, España                 | Gotemburgo, Suecia               | Azzam                            | Ian Walker                       |
| 2017-18                          | VO65                             | 11                               | 11                               | 7                                | Alicante, España                 | La Haya, Países Bajos            | Dongfeng Race Team               | Charles Caudrelier               |
| ↓The Ocean Race↓                 |                                  |                                  |                                  |                                  |                                  |                                  |                                  |                                  |
| 2023                             | IMOCA 60                         | 7                                | 7                                | 5                                | Alicante, España                 | Génova, Italia                   | 11th Hour Racing                 | Charlie Enright                  |
| 2027                             |                                  |                                  |                                  |                                  | Alicante, España                 |                                  |                                  |                                  |

## La próxima década
La regata planea hacer grandes cambios en el recorrido y el formato de las paradas durante la próxima década, unas decisiones que fortalecerán el atractivo comercial y preservarán su estabilidad deportiva. Pero si bien las rutas pueden variar, la regata se comprometerá a visitar Norteamérica, Sudamérica, Australasia, la Gran China, y al menos cinco de los mercados europeos más importantes al menos en una de cada dos ediciones.
El Consejo pidió a la dirección de la regata que estudiase la viabilidad de cambiar la competición a un ciclo de dos años, esta petición fue rechazada ante de comenzar la edición 2017-2018 que provocó la dimisión de Mark Turner, que fue sustituido por Richard Brisius durante la disputa de la segunda etapa. Este plan suponía una clara evolución con respecto a la situación actual, en la que hay un vacío de más de dos años entre una edición y la siguiente. 
No obstante a partir de la edición 2023 también se disputará en un monocasco de 60 pies asistido por foils para las etapas oceánicas y un catamarán volador de entre 32 y 50 pies para las portuarias. El monocasco monotipo del arquitecto naval francés Guillaume Verdier utilizará la última generación de la tecnología del foiling para hacer los barcos increíblemente rápidos y espectaculares.

## Museo The Ocean Race
El Museo The Ocean Race se encuentra en la ciudad española de Alicante. Su apertura se realizó el 19 de junio de 2012. Se comenzó su construcción con motivo de la segunda salida que esta regata hacía en la ciudad de Alicante. El museo ocupa 1300 metros cuadrados de la Antigua Estación Marítima de Orán, en el Puerto de Alicante. Cuenta con dos plantas. En la planta baja se encuentra el espacio expositivo y la tienda del museo. La primera planta cuenta con un espacio polivalente para la realización de talleres y una cafetería con una gran terraza.
El museo cuenta los valores de la navegación a vela y la historia de la regata desde el año de su creación en 1973 como Whitbread Round the World Race.